# KH-5
KH-5 ARGON — серия американских разведывательных спутников для картографирования и оптической разведки, запущенных с 1961 по 1964 годы. Спутники использовали фотоплёнку, поэтому для просмотра и обработки изображений отснятый материал необходимо было доставить на землю. Для этих целей применялись специальные сбрасываемые контейнеры. Из 12 запусков не менее 7 были неудачными. Аппараты были изготовлены компанией Локхид. Запуски с использованием РН Тор производились с космодрома на авиабазе Ванденберг.

## Конструкция
Конструкция аппаратов похожа на конструкцию более ранних разведывательных аппаратов Corona. Различные версии спутников имели массу от 1150 до 1500 кг. Как минимум два аппарата оснащались дополнительными модулями радиоэлектронной разведки. Фокусное расстояние объектива составляло 76 мм. Наилучшее разрешение достигало 140 метров при высоте 556 км. Столь грубое разрешение по сравнению с другими аппаратами обуславливалось тем, что основной задачей программы ARGON была не столько разведка, сколько подробное картографирование больших участков суши в интересах американских госструктур. Это была одна из задач, которую ранее планировалось возложить на серию спутников Samos, бывших далекими прообразами современных систем предупреждения о ракетном нападении.

KH-5 использовались параллельно со спутниками KH-2 — KH-4A серии Corona и спутниками KH-6.

## История запусков
| Название   | Дата запуска | NSSDC ID  | Альтернативное название | Альтернативное название | Масса (кг) | Дата прекращения существования | Примечания                                                          |
| ---------- | ------------ | --------- | ----------------------- | ----------------------- | ---------- | ------------------------------ | ------------------------------------------------------------------- |
| KH-5 9014A | 1961-02-17   | 1961-005A | Discoverer 20           | 1961 Epsillon           | 1100       | 1962-07-28                     | Не был сброшен контейнер с плёнкой                                  |
| KH-5 9016A | 1961-04-08   | 1961-011A | Discoverer 23           | 1961 Lambda             | 1150       | 1962-04-16                     | Контейнер был сброшен на неправильной орбите, результаты потеряны   |
| KH-5 9018A | 1961-06-08   | DISC24    | Discoverer 24           | 1961-F05                | 1150       | ---                            | Не вышел на орбиту                                                  |
| KH-5 9020A | 1961-07-21   | DISC27    | Discoverer 27           | 1961-F07                | 1150       | ---                            | Не вышел на орбиту                                                  |
| KH-5 9034A | 1962-05-15   | 1962-018A | FTV 1126                | 1962 Sigma              | 1150       | 1962-06-20                     | Успех.                                                              |
| KH-5 9042A | 1962-09- 1   | 1962-044A | FTV 1132                | 1962 A Upsillon         | 1150       | 1962-10-01                     | Капсула с плёнкой спустилась.                                       |
| KH-5 9046A | 1962-10- 9   | 1962-053A | FTV 1134                | 1962 B Epsillon         | 1500       | 1962-10-17                     | Успех.                                                              |
| KH-5 9055A | 1963-04-26   | 1963-F07  | OPS 1008                | 1963-F07                | 1150       | ---                            | Не вышел на орбиту                                                  |
| KH-5 9058A | 1963-08-29   | 1963-035A | OPS 1561                | 1963-035                | 1000       | 1963-09-30                     | Успех; Развернуты дополнительные спутники радиоэлектронной разведки |
| KH-5 9059A | 1963-10-29   | 1963-042A | OPS 2437                | 1963-042                | 1500       | 1963-11-29                     | Успех; Развернуты дополнительные спутники радиоэлектронной разведки |
| KH-5 9065A | 1964-06-13   | 1964-030A | OPS 3236                | 1964-030                | 1500       | 1964-07-14                     | Успех.                                                              |
| KH-5 9066A | 1964-08-21   | 1964-048A | OPS 2739                | 1964-048                | 1500       | 1964-09-20                     | Успех.                                                              |